# Радгостицы
Радгостицы — деревня в Батецком муниципальном районе Новгородской области России, относится к Батецкому сельскому поселению. Постоянное население — 38 человек (2010).
Деревня расположена на северо-западе области и района, близ административной границы с Лужским районом Ленинградской области. Радгостицы находятся на высоте 46 м над уровнем моря. Восточнее деревни протекает река Чёрная, а западнее расположено Ясковицкое болото и небольшое Горисницкое озеро. В деревню есть автодорога от бывшего центра сельского поселения — деревни Городня. К востоку, неподалёку от Радгостиц, есть две деревни — Большие Ясковицы и Малые Ясковицы.

## История
Упоминается в писцовых книгах Водской пятины Новгородской земли 1500 года, как деревня Дмитриевского Городенского погоста. Также есть иные варианты названия этой деревни упоминаемые в 1582 году — Рагостицы, в 1709 году — Рагостье, в 1791 году — Радговцы, затем также встречалось и Радгосцы в XIX веке, также и Радгостица в начале XX века.
В Санкт-Петербургской губернии Радгостицы относились к Городенской волости Лужского уезда. В 1870—1871 годах временнообязанные крестьяне деревни выкупили свои земельные наделы у А. Д., Н. П., В. П., А. П., Н. П. и Е. П. Пыхачевых и стали собственниками земли. При упразднении Ленинградской губернии в Городенской волости Лужского уезда был образован Радгостицкий сельсовет, центром которого стала деревня. С 1927 года деревня и сельсовет в составе вновь образованного Батецкого района Лужского округа Ленинградской области. С ноября 1928 года Радгостицкий сельсовет был упразднён, а деревня вошла в состав Ясковицкого сельсовета. Население деревни в 1928 году было — 277 человек. 30 июля 1930 года Лужский округ был упразднён. Во время Великой Отечественной войны, с 20 августа 1941 года по 12 февраля  1944 года деревня была оккупирована немецко-фашистскими войсками. С лета 1944 года Батецкий район в составе новообразованной Новгородской области.
В Батецком районе деревня до муниципальной реформы была подчинена Городенскому сельсовету, затем Городенской сельской администрации, а после реформы, до марта 2009 года, входила в Городенское сельское поселение.